# Puente Matías Ramón Mella
El puente Ramón Matías Mella es un puente inaugurado en 1972 situado en Santo Domingo, capital de la República Dominicana. Es uno  de los 6 puentes existentes en la ciudad. El puente está dedicado a Ramón Matías Mella, líder de la independencia de la República Dominicana.
A principios de la década de 1990 se construyó un puente gemelo junto al ya existente, aumentando la capacidad a 4 carriles.
- Datos: Q16623036
- Multimedia: Puente Matías Ramón Mella / Q16623036